# Podvig naroda
Podvig Naroda, oficialmente OBD "Feito do Povo na Grande Guerra Patriótica 1941–1945" (em russo: ОБД «Подвиг народа в Великой Отечественной войне 1941—1945 гг.»; romaniz.: OBD "Podvig naroda v Velikoy Otechestvennoy voyne 1941–1945 gg.") é um banco eletrônico (em russo: Обобщённый банк данных; romaniz.: Obobshchyonnyy bank dannykh) de documentos relacionados ao período da Grande Guerra Patriótica.
O conteúdo do banco de dados é composto por documentos do Arquivo Central do Ministério da Defesa da Federação Russa (TsAMO), incluindo processos de concessão de condecorações e documentos de gerenciamento das operações militares.
Em 30 de agosto de 2020, o banco continha informações sobre 40.391.096 condecorações.

## História
O projeto foi iniciado pelo Departamento de Desenvolvimento de Tecnologias da Informação e Telecomunicações do Ministério da Defesa da Federação Russa, com suporte técnico da operadora Rostelecom. A criação e implementação técnica ficaram a cargo da corporação ELAR.
Para digitalizar os documentos do TsAMO — cerca de 19 milhões de páginas — foram desenvolvidos scanners planetários especiais. Como os documentos têm mais de 70 anos, o reconhecimento automático de texto apresentava cerca de 50% de erro. Para resolver isso, 5.000 operadores trabalharam remotamente, sendo cada documento processado por dois operadores. Se os dados coincidissem após a verificação automática, eram inseridos no banco.
O site oficial do Ministério da Defesa classifica o projeto como sem precedentes e único no mundo.

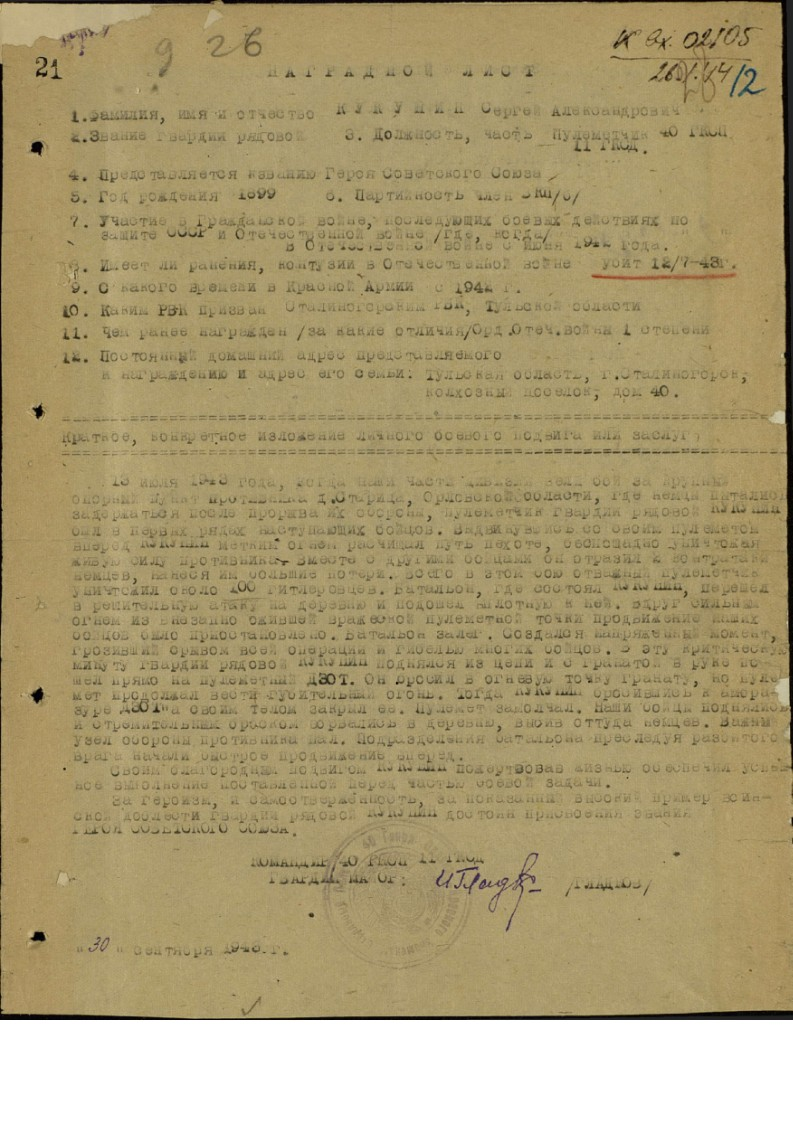
Exemplo de cópia digital de uma folha de condecoração do OBD “Podvig Naroda”

O portal foi lançado em abril de 2010, com previsão de conclusão da base até dezembro de 2012. A primeira versão do site exigia Adobe Flash, mas essa limitação foi removida na versão em HTML.
Em 2012 e 2013, o Ministério da Defesa, em parceria com o Museu Central da Grande Guerra Patriótica e a corporação ELAR, organizou ações de divulgação do projeto no dia 9 de maio, na Colina Poklonnaya.
Em 2015, foi lançado o portal “Pamyat naroda”, que unificou as bases dos projetos anteriores do Ministério da Defesa da Rússia, “Memorial” e “Podvig naroda”, e incluiu dados sobre perdas e condecorações também da Primeira Guerra Mundial.
O portal foi premiado com o Prêmio “Conhecimento Livre” em 2015.

## Design e apresentação

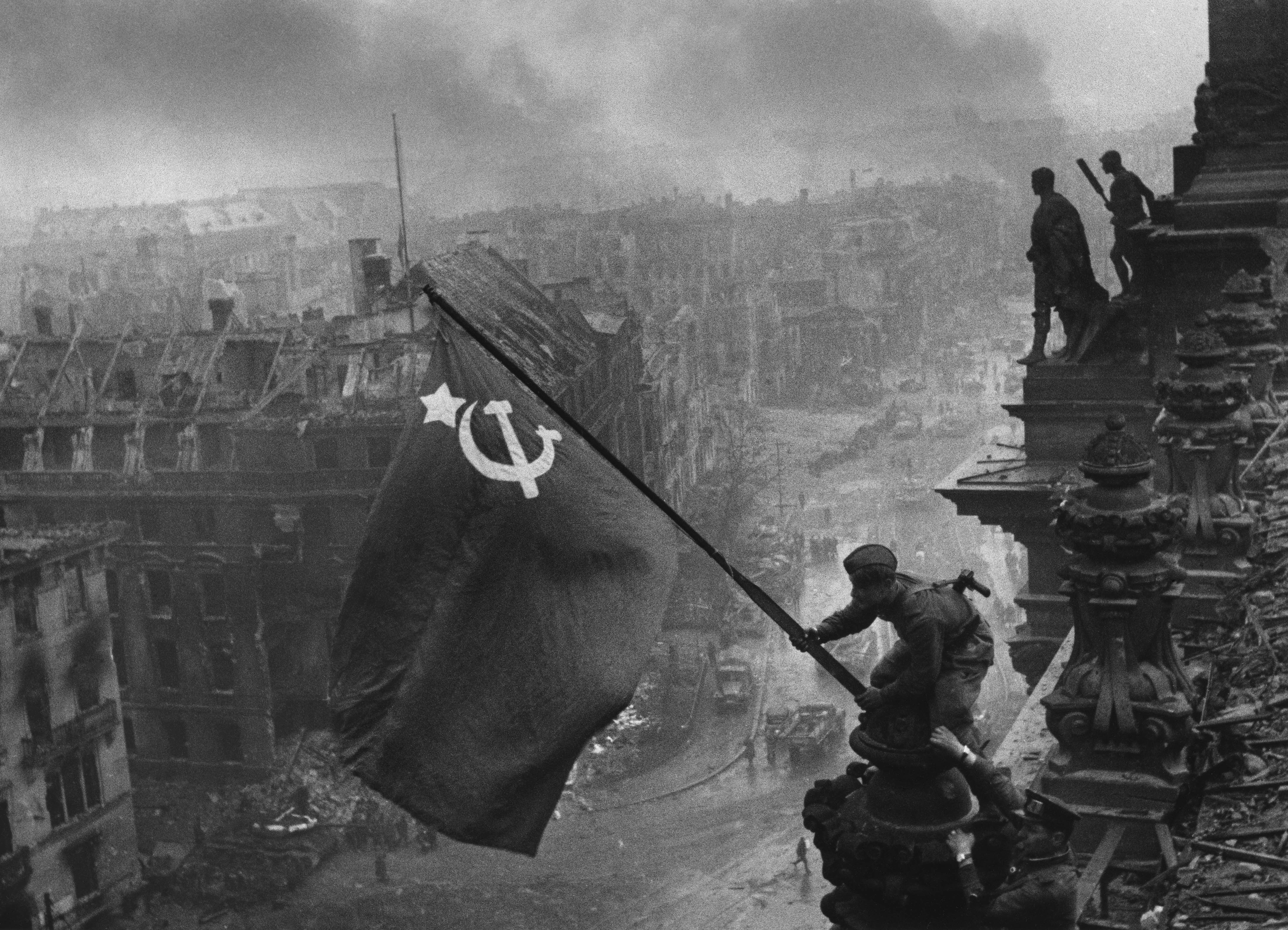
Foto de Evgeny Khaldei "Bandeira da Vitória sobre o Reichstag"

A página principal do site exibe duas fotos: um retrato da piloto do regimento aéreo “Bruxas da Noite”, Natalia Meklin, e uma imagem da instalação da Bandeira da Vitória sobre o Reichstag.

## Problema de restrição de acesso
No início de 2010, o Ministério da Defesa da Rússia impôs restrições ao acesso às informações anteriormente disponibilizadas no sistema eletrônico de busca OBD "Memorial". No entanto, a pressão pública conseguiu reverter a decisão e garantir o retorno dos dados. A limitação ao acesso a informações pessoais, que poderiam facilitar significativamente a identificação de restos mortais por grupos de busca, também gerou forte reação negativa da sociedade. Em 12 de dezembro de 2010, participantes do fórum do site Soldat.ru enviaram uma carta ao presidente da Rússia, ao primeiro-ministro e ao presidente do Conselho da Federação solicitando a reabertura dos dados restritos. Dois dias depois, foi divulgado que o presidente havia tomado conhecimento do pedido e encarregado o ministro da Defesa de apurar a situação. No início de janeiro de 2011, um representante da empresa “Arquivo Eletrônico” informou que o Ministério da Defesa ordenou a restauração no site das informações sobre os comissariados militares, com exceção dos endereços, e da funcionalidade de busca relacionada.

## Ligações
- «Министерство обороны Российской Федерации. Общероссийский электронный банк документов «Подвиг народа в Великой Отечественной войне 1941—1945 гг.»» [Ministério da Defesa da Federação Russa. Banco Eletrônico Nacional de Documentos "Feito Heroico do Povo na Grande Guerra Patriótica 1941–1945"] (em russo). Cópia arquivada em 11 de maio de 2017
- «Государственная информационная система «Память народа»» [Sistema Estatal de Informação "Pamyat naroda"]
- «Обобщенный банк данных «Мемориал»» [Banco de Dados Consolidado "Memorial"]
- «Книга памяти блокадного Ленинграда» [Livro da Memória do Cerco de Leningrado]